# Nationaal park Maria Island
Het Nationaal park Maria Island is een nationaal park in Australië, gelegen aan de oostkust van Tasmanië, 85 kilometer van Hobart.

## Bezienswaardigheden
Het park is niet alleen populair onder wandelaars maar ook onder fietsers en biedt enkele
uitstekende fietspaden. Er zijn ook historische aspecten op het eiland zoals ruïnes en gerestaureerde historische gebouwen. Op Maria Island zijn twee voormalige strafkolonies waarvan er een volledig is gerestaureerd. Vogels kijken is ook populair vanwege de grote variatie zeldzame vogels.

## Tasmaanse duivel
Sinds 2010 wordt het eiland gebruikt als een veilige omgeving om een nieuwe populatie van Tasmaanse duivels te laten ontstaan, opgestart met Tasmaanse duivels die niet besmet zijn door de cancereuze aandoening. Zo zou er een Ark van Noach bestaan die ondanks de zwaar besmette natuurlijke populatie van Tasmanië het dier toch van uitsterven behoedt.

## Toegang
Er gaan twee schepen naar Maria Island. Een vertrekt vanaf Triabunna en de ander vanaf Orford.
Ben Lomond · 
Cradle Mountain-Lake St Clair · 
Douglas-Apsley · 
Franklin-Gordon Wild Rivers · 
Freycinet · 
Hartz Mountains · 
Kent Group · 
Maria Island · 
Mole Creek Karst · 
Mount Field · 
Mount William · 
Narawntapu · 
Rocky Cape · 
Savage River · 
South Bruny · 
Southwest · 
Strzelecki · 
Tasman · 
Walls of Jerusalem
Nationale parken in: AUS · NSW · NT · QLD · SA · TAS · VIC · WA